# X.Org Foundation
A X.Org Foundation é uma organização sem fins lucrativos com o objetivo de pesquisar, desenvolver, apoiar, organizar, administrar, padronizar, promover e defender uma plataforma de gráficos acelerada livre e aberta. Isso inclui, mas não está limitado aos seguintes projetos: DRM (Direct Rendering Manager), Mesa 3D, Wayland e o X Window System (na implementação do servidor X.Org).

## A organização
A X.Org Foundation foi fundada em 22 de janeiro de 2004.
A atual X.Org Foundation surgiu quando o corpo que supervisionava os padrões X e publicou a implementação de referência oficial uniu forças com os desenvolvedores do XFree86. A criação da Fundação marcou uma mudança radical na governança do X. Considerando que os administradores do X desde 1988 (incluindo o X.Org anterior, parte do The Open Group) tinham sido organizações de fabricantes, a fundação é liderada por desenvolvedores de software e usando o desenvolvimento da comunidade no modelo bazar, que depende do envolvimento externo. A adesão também é aberta a indivíduos, com a adesão corporativa sob a forma de patrocínio.